# Франция во Второй мировой войне

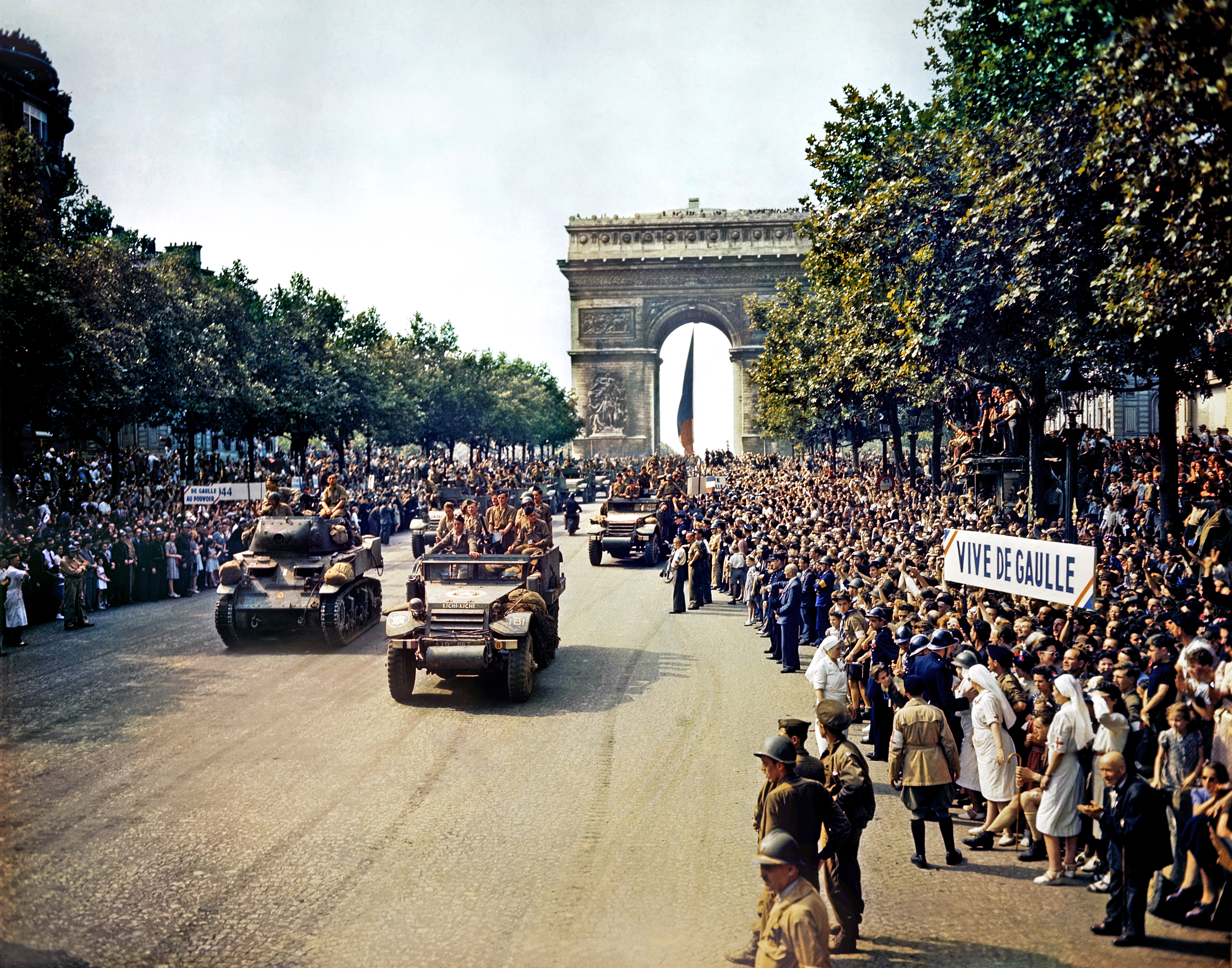
Вступление дивизии Леклерка в Париж приветствуют толпы патриотов на Елисейских полях (август 1944 года)

Франция во Второй мировой принимала непосредственное участие с самых первых дней сентября 1939 года. Она потерпела поражение в июне 1940 года и была оккупирована. Однако Свободные французские силы вместе с союзниками по антигитлеровской коалиции продолжали участие в войне, и в декабре  1944 года практически вся Франция была освобождена.

## Вступление в войну
После нападения нацистской Германии на Польшу, Франция вместе с Великобританией объявили войну Германии 3 сентября 1939 года.
Тем не менее французская армия активных боевых действий вести не стала    (так называемая «Странная война»). Единственной попыткой повлиять на ход войны стала Саарская наступательная операция. При этом в сентябре 1939 года 77 французским дивизиям общей численностью 890  тыс человек на «линии Зигфрида» противостояли сначала неполные 32 дивизии (в том числе 2/3 состава 22-я пехотной), а 10 сентября немецкая группировка на Западе была доведена до неполных 44 дивизий. Французы располагали 2600 танками, а у немцев на Западе их вообще не было. Франко-британская авиация имела почти двукратное превосходство над сосредоточенными на Западе люфтваффе (2421 самолёт против 1358).
После немецкого вторжения в Норвегию в апреле 1940 года французские войска приняли участие в битве при Нарвике.

### Французская кампания 1940 года
10 мая 1940 года немецкие войска перешли границу Нидерландов и Бельгии. В тот же день французские войска вошли в Бельгию. Непосредственно на германо-французской границе боевых действий не велось. Первое боестолкновение немецких и французских войск произошло 13 мая в Бельгии. В тот же день немецкие войска пересекли бельгийско-французскую границу.

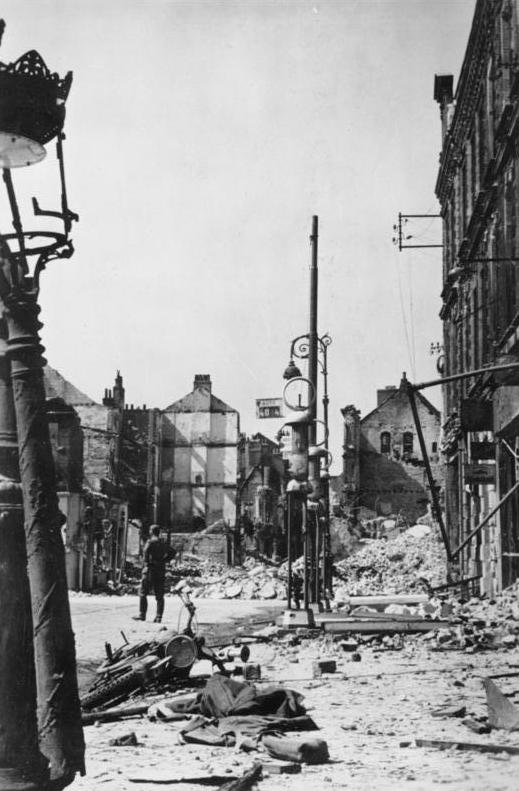
Разрушения после обороны Кале

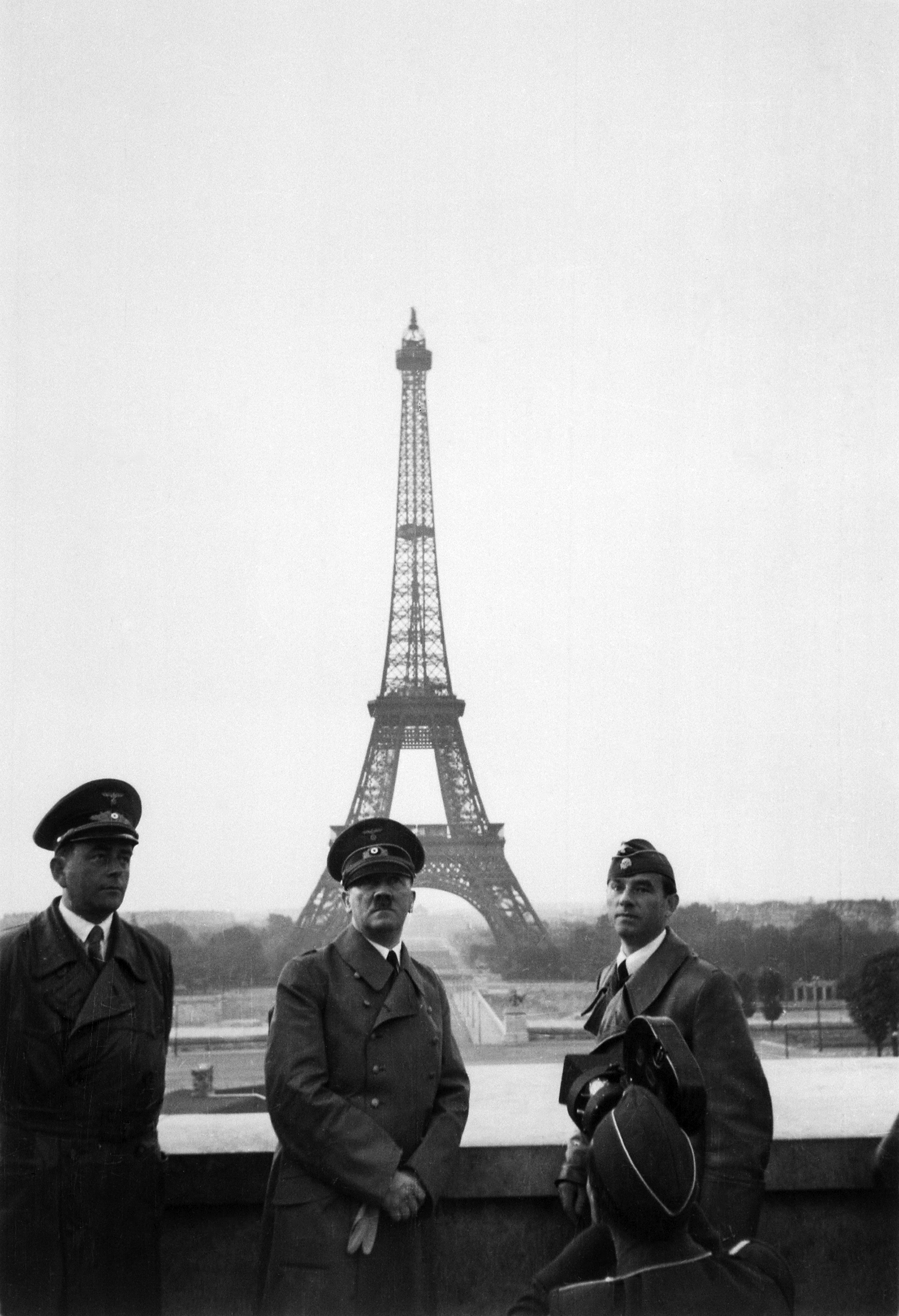
Адольф Гитлер на фоне Эйфелевой башни, 23 июня 1940 года

25 мая главнокомандующий французскими вооружёнными силами генерал Вейган заявил на заседании правительства, что надо просить немцев о принятии капитуляции.
9 июня немецкие войска достигли реки Сены. 11 июня правительство Франции переехало из Парижа в район Орлеана. Париж был официально объявлен открытым городом. Утром 15 июня немецкие войска вступили в Париж. Французское правительство бежало в Бордо.
На заседаниях правительства 13 и 14 июня генерал Вейган вновь потребовал капитулировать перед Германией. Его поддержал заместитель председателя правительства маршал Петен. Петен и сгруппировавшиеся вокруг него пораженцы усиленно убеждали колеблющихся членов правительства и парламентариев в необходимости капитуляции. 16 июня Петен возглавил правительство. 19 июня правительство Франции обратилось к Германии с просьбой о перемирии. 22 июня 1940 года Франция капитулировала перед Германией, и в Компьенском лесу было заключено Второе компьенское перемирие.
Официально военные действия закончились 25 июня. Французская армия в результате войны потеряла 84 000 человек убитыми и более миллиона пленными. Немецкие войска потеряли 45 074 человек убитыми, 110 043 ранеными и 18 384 пропавшими без вести.
Маршал Петен был провозглашён национальным собранием в городе Виши 10 июля 1940 года «главой Французского государства» (фр. Chef d'État Français) и наделён диктаторскими полномочиями: ему были переданы права всех ветвей власти упразднённой Третьей Республики.

## Оккупация Франции
2/3 территории Франции было оккупировано, а оставшаяся, южная, территория метрополии и все колонии перешли под контроль коллаборационистского правительства (режим Виши) маршала Филиппа Петена.
Эльзас и Лотарингия были аннексированы непосредственно Германией, северные департаменты Франции (Нор, Па-де-Кале) были объединены с Бельгией в Рейхскомиссариат Бельгия-Северная Франция.

### Германская оккупация Франции

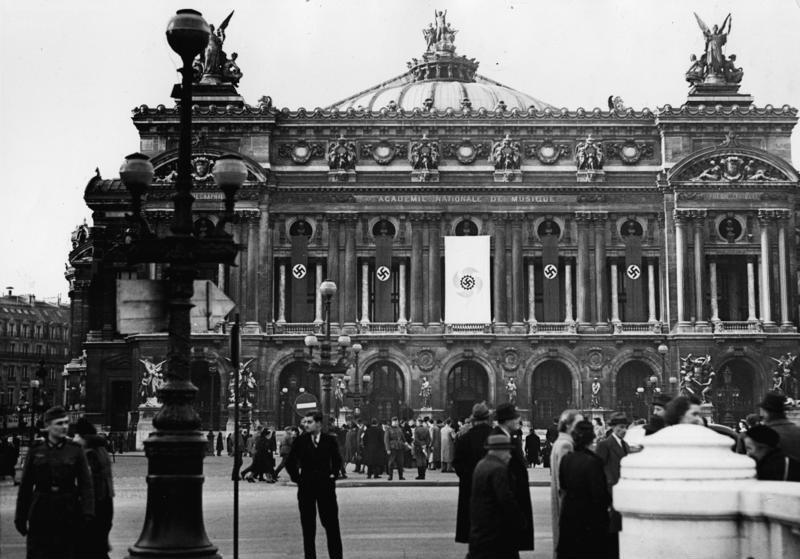
Парижская опера, украшенная флагами Третьего Рейха, март 1941 года

Германская военная администрация установила завышенное соотношение курса марки к франку (1:20) и огромную сумму репараций (400 млн франков в день). Под германским контролем оказались французские банки, военные предприятия. В 39 крупнейших французских компаниях участвовал германский капитал. За 4 года оккупанты вывезли из страны сырья на сумму почти 9 759 681 млн франков, промышленной продукции — на 184 670 млн франков, сельскохозяйственной — на 126 645 852 млн франков.
Во время оккупации Франции единственным журналом, который не прекращал выхода, был «Historia». Все остальные журналы закрылись.

### Итальянская оккупация Франции
Объявившая войну Франции 10 июня 1940 года фашистская Италия оккупировала небольшой приграничный район у города Ментон на юге Франции.

### Режим Виши в Южной Франции

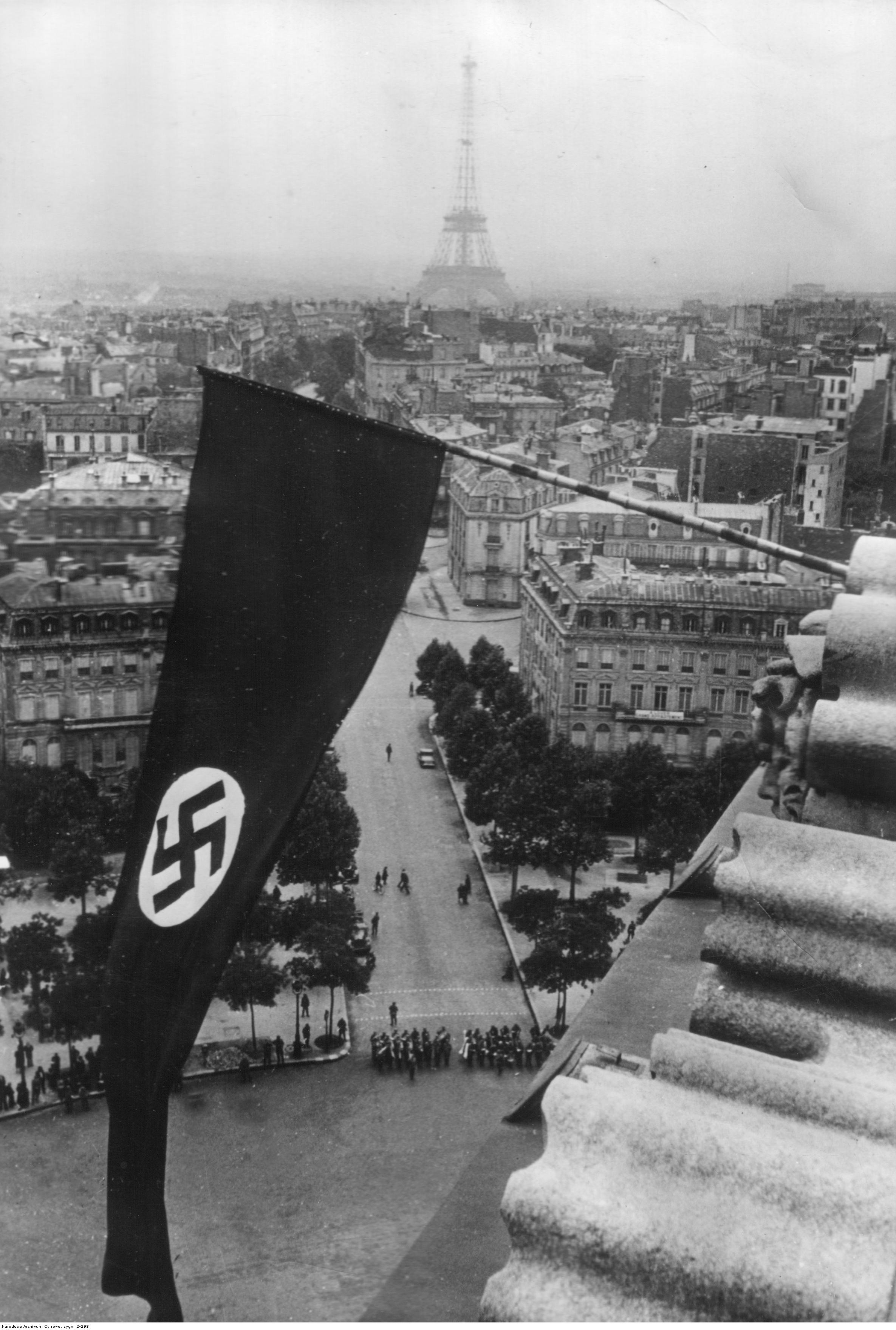
Панорама Парижа с Триумфальной арки, июнь 1940 года

Режим Виши был создан в неоккупированной зоне Франции и её колониях в июле 1940 года. Ещё в период его создания правительство Франции разорвало дипломатические отношения с Великобританией вследствие нападения англичан на французский флот. Формально режим Виши проводил политику нейтралитета, но фактически сотрудничал с нацистской Германией и Японией.
В апреле 1942 года главой вишистского правительства стал ярый коллаборационист Пьер Лаваль. В ноябре 1942 года Германия оккупировала всю территорию Франции, с этого момента власть правительства Виши стала чисто номинальной.
В период режима Виши правительство Франции помогло нацистам депортировать 76 000 французских евреев в лагеря смерти. По разным данным, количество погибших в ходе Холокоста евреев Франции составляет от 75 721 до 120 тысяч человек.

### Сопротивление
В июне 1941 года был образован Национальный фронт борьбы за свободу и независимость Франции. Он объединил группы левой ориентации, но одновременно во Франции действовали и организации республиканской ориентации (Combat, Franc-Tireur и другие). В 1943 году образовался Национальный совет Сопротивления. Участники Сопротивления вели пропаганду, занимались сбором разведывательной информации, совершали диверсии. В сельской местности действовали партизанские отряды — «маки».

## Британские действия против французского флота
После капитуляции Франции правительство Великобритании было крайне озабочено судьбой французского флота, поскольку передача его в руки немцев меняла соотношение сил на море. Для Великобритании сохранение своего господства на море было жизненно важным, так как экономика этой островной страны сильно зависела от ввоза. Поэтому 2 июля 1940 года было принято решение о начале операции по захвату или уничтожению французского военно-морского флота.
Были захвачены все военные корабли Франции, стоявшие в британских портах Плимут и Портсмут. В Александрии удалось достичь компромисса, французские корабли были разоружены и лишены топлива, но не были захвачены. На французской базе Мерс-эль-Кебир отказ французов выполнить британский ультиматум привёл к морскому сражению. Был потоплен устаревший французский линкор «Бретань» и ещё несколько французских кораблей получили серьёзные повреждения. Потери французов превысили 1200 человек. Англичане потеряли только несколько самолётов. После ещё нескольких столкновений меньшего масштаба 12 июля стороны прекратили боевые действия.
Основная цель британцев не была достигнута. Главные силы французского флота, включая три современных линейных корабля, были сосредоточены в порту Тулона. Этот флот был затоплен самими французами только в ноябре 1942 года, когда возникла угроза захвата его немцами.
С другой стороны, «предательское» с точки зрения французов нападение англичан усилило антибританские настроения и привело к консолидации режима Виши.

## Действия французских коллаборационистских сил на Восточном фронте

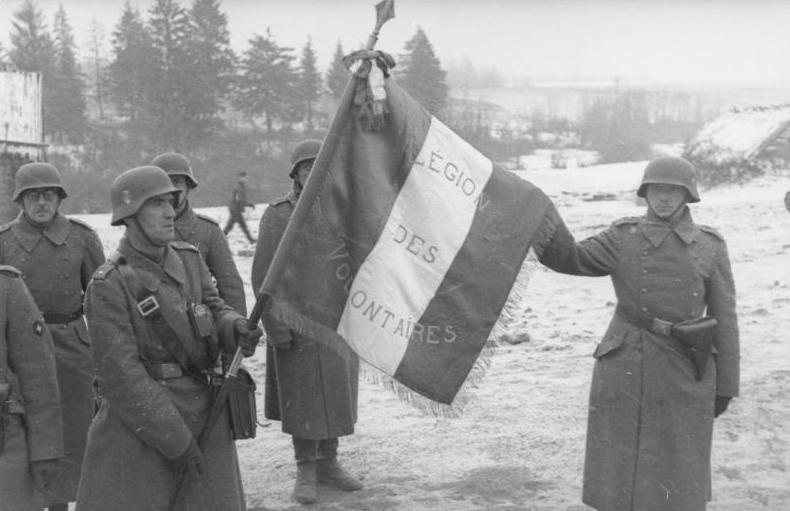
Французские добровольцы со знаменем легиона под Москвой в ноябре 1941 г.

На Восточном фронте из французских добровольцев были сформированы как минимум две части, которые воевали в составе Вермахта, но под французским флагом и с французским командным составом.
Французский добровольческий легион с осени 1941 года принимал участие в войне Германии против СССР на московском направлении и был единственной не немецкой частью, принявшей участие в этой операции. 5 ноября 1941 года маршал Петен направил послание французским добровольцам: «Перед тем, как вы пойдёте в бой, мне радостно сознавать, что вы не забываете — вам принадлежит часть нашей военной чести». Полк понёс существенные потери по большей части от обморожений и болезней и был отведён в тыл. Впоследствии его использовали для антипартизанских действий в Белоруссии.
10 февраля 1945 года была сформирована 33-я гренадерская дивизия войск СС «Шарлемань» (1-я французская) — из ранее существовавшей одноимённой французской бригады войск СС, воевавшей против СССР. Французская дивизия СС воевала на Восточном фронте. В марте 1945 года была разгромлена Красной армией в Померании и её остатки были отведены в тыл. Батальон этой дивизии (300 человек) в Берлинской операции вместе с дивизией «Нордланд» защищал район Рейхстага. Согласно некоторым французским источникам, героически оборонявшиеся французы уничтожили 60 «русских» танков, были последними защитниками бункера Гитлера и помешали «Советам» взять его к празднику 1 мая.
Число военнопленных французов в плену СССР в 1945 году достигло 23 136 человек, что втрое превышает численность дивизии «Шарлемань».

## Появление «Свободной Франции»
18 июня 1940 года BBC передало радиовыступление прибывшего в Великобританию генерала Шарля де Голля — речь 18 июня, призывающую к созданию французского Сопротивления. Вскоре были распространены листовки, в которых генерал обращался «ко всем французам» (A tous les Français) с заявлением: 

Франция проиграла сражение, но она не проиграла войну! Ничего не потеряно, потому что эта война — мировая. Настанет день, когда Франция вернёт свободу и величие… Вот почему я обращаюсь ко всем французам объединиться вокруг меня во имя действия, самопожертвования и надежды.

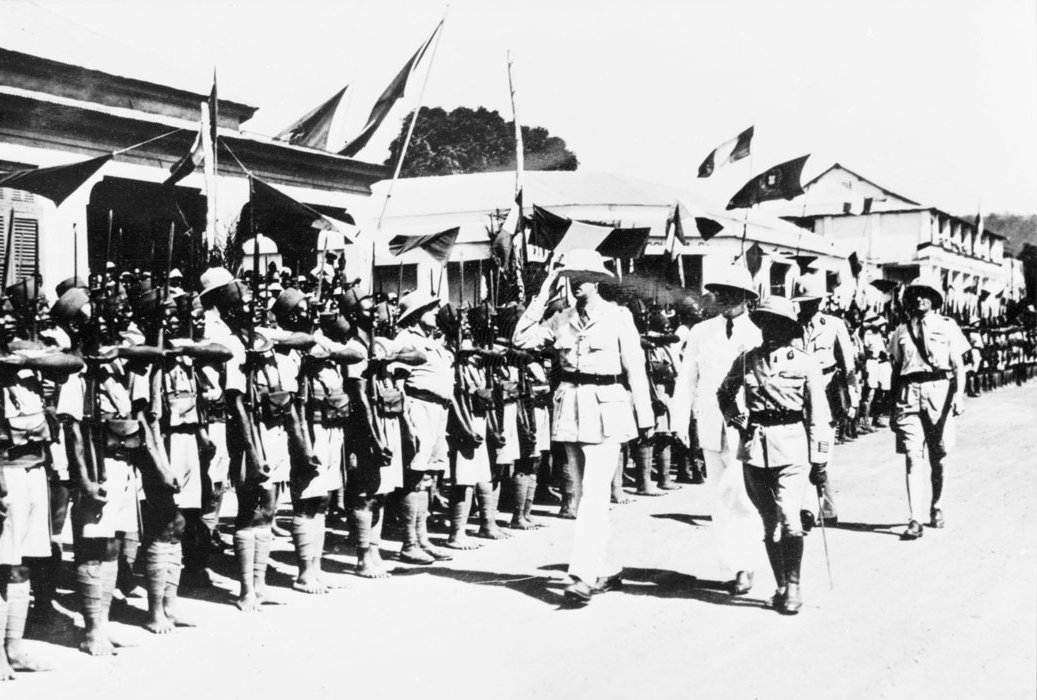
Шарль де Голль проводит смотр колониальных войск в Банги в октябре 1940 года.

Генерал обвинял правительство Петена в предательстве и заявлял, что «с полным сознанием долга выступает от имени Франции». Появились и другие воззвания де Голля.
Шарль де Голль встал во главе «Свободной (позже — „Сражающейся“) Франции» — организации, призванной оказать сопротивление оккупантам и коллаборационистскому режиму Виши.
29 сентября 1941 года СССР официально признал «Свободную Францию» и установил с ней дипломатические отношения через посольство СССР при Союзных правительствах в Лондоне.
В ноябре 1942 года «Сражающаяся Франция» направила в СССР группу французских лётчиков для совместной борьбы против нацистской Германии, впоследствии ставших авиаполком «Нормандия — Неман».
Стремясь к независимости от британских властей, де Голль в первую очередь сосредоточил своё внимание на французских колониях в Центральной Африке. Администрация Чада и Убанги-Шари заявила о своем присоединении к «Свободной Франции». В Камеруне и Среднем Конго сторонникам де Голля удалось сместить представителей вишистского режима. 27 октября 1940 года в Браззавиле было провозглашено образование Совета обороны империи, к которому присоединился и генерал-губернатор Французского Индокитая. Спустя год, в сентябре 1941 года де Голль объявил о создании Французского национального комитета (ФНК). Французская Экваториальная Африка и Камерун стали местом сосредоточения и формирования войск «Свободной Франции».

## Действия Свободных французских сил

### Война в Африке и на Ближнем Востоке
В сентябре 1940 года британцы и «Сражающаяся Франция» предприняли попытку высадки в Дакаре с целью захвата французской колонии Сенегал. Однако вопреки предположениям Де Голля французский флот и армия оказались лояльными режиму Виши и дали жёсткий отпор атакующим. После двухдневного сражения существенно превосходящий в силах англо-австралийский флот не смог добиться практически ничего, высадка на берег не удалась и Сенегальская операция закончилась полным провалом. Это нанесло ещё один удар по репутации Де Голля.
В ноябре 1940 года Де Голль при поддержке британцев предпринял успешную атаку на французскую колонию в экваториальной Африке Габон. В результате Габонской операции был взят Либревиль и захвачена вся экваториальная французская Африка. Однако в силу экономической слаборазвитости и стратегической малозначимости региона этот успех не мог компенсировать провал в Сенегале. Большинство французских военнопленных отказались присоединиться к «Сражающейся Франции» и предпочли плен до конца войны в Браззавиле.
Первой боевой операций сил «Сражающейся Франции» в Северной Африке стала битва при Куфре в Феццане, продолжавшаяся с 31 января по 1 марта 1941 года.
8 июня 1941 года британские, австралийские войска и «Сражающаяся Франция» начали наземную операцию с целью захвата Сирии и Ливана, контролируемых правительством Виши. На первом этапе вишисты оказали упорное сопротивление, провели несколько успешных контратак и нанесли противнику значительные потери в авиации. Однако в течение месяца союзникам удалось сломить сопротивление врага и 14 июля в Акре было подписано соглашение о капитуляции. Согласно его условиям, антигитлеровская коалиция получала контроль над Сирией и Ливаном, а всем солдатам и офицерам режима Виши предлагалось на выбор репатриироваться во Францию или вступить в войска «Свободной Франции». Как и в Габоне подавляющее большинство вишистов отказалось присоединиться к генералу Де Голлю. Французы также сохранили свой флот и авиацию и успели затопить захваченные британские корабли.
Свободные французские силы также принимали участие в боевых действиях против итальянцев в Эритрее и Эфиопии.
5 мая 1942 года Великобритания начала операцию по оккупации Мадагаскара с целью предотвращения создания на этом острове японской военно-морской базы. Незначительные силы французов (8000 человек) оказывали сопротивление более полугода и сдались только 8 ноября.

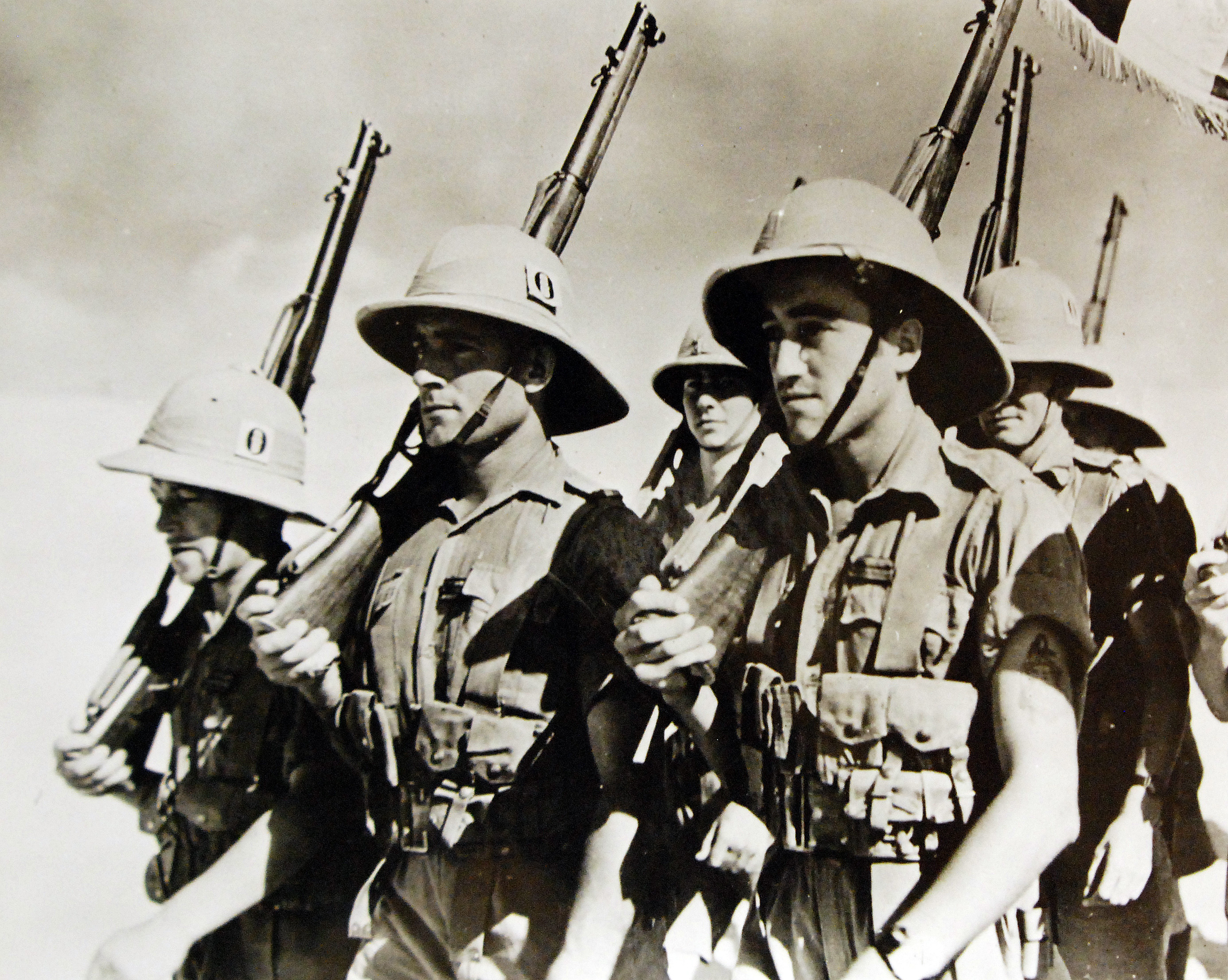
Свободные французские силы в Северной Африке

8 ноября 1942 года американцы и британцы высадились в Марокко и Алжире. Войска режима Виши к этому моменту были деморализованы и не оказали организованного сопротивления. Американцы одержали быструю победу с минимальными потерями в течение нескольких дней. Французские силы в Северной Африке перешли на их сторону. Наиболее важным сражением Свободных французских сил стала битва при Бир Хакейме, которая продолжалась в Ливии с 26 мая по 11 июня 1942 года. Тогда 1-я французская свободная бригада под командованием генерала Мари-Пьер Кёнига в течение 14 дней защищала путь на Суэц от сил Африканского корпуса Эрвина Роммеля. К январю 1943 года Свободные французские силы завоевали весь Феццан.

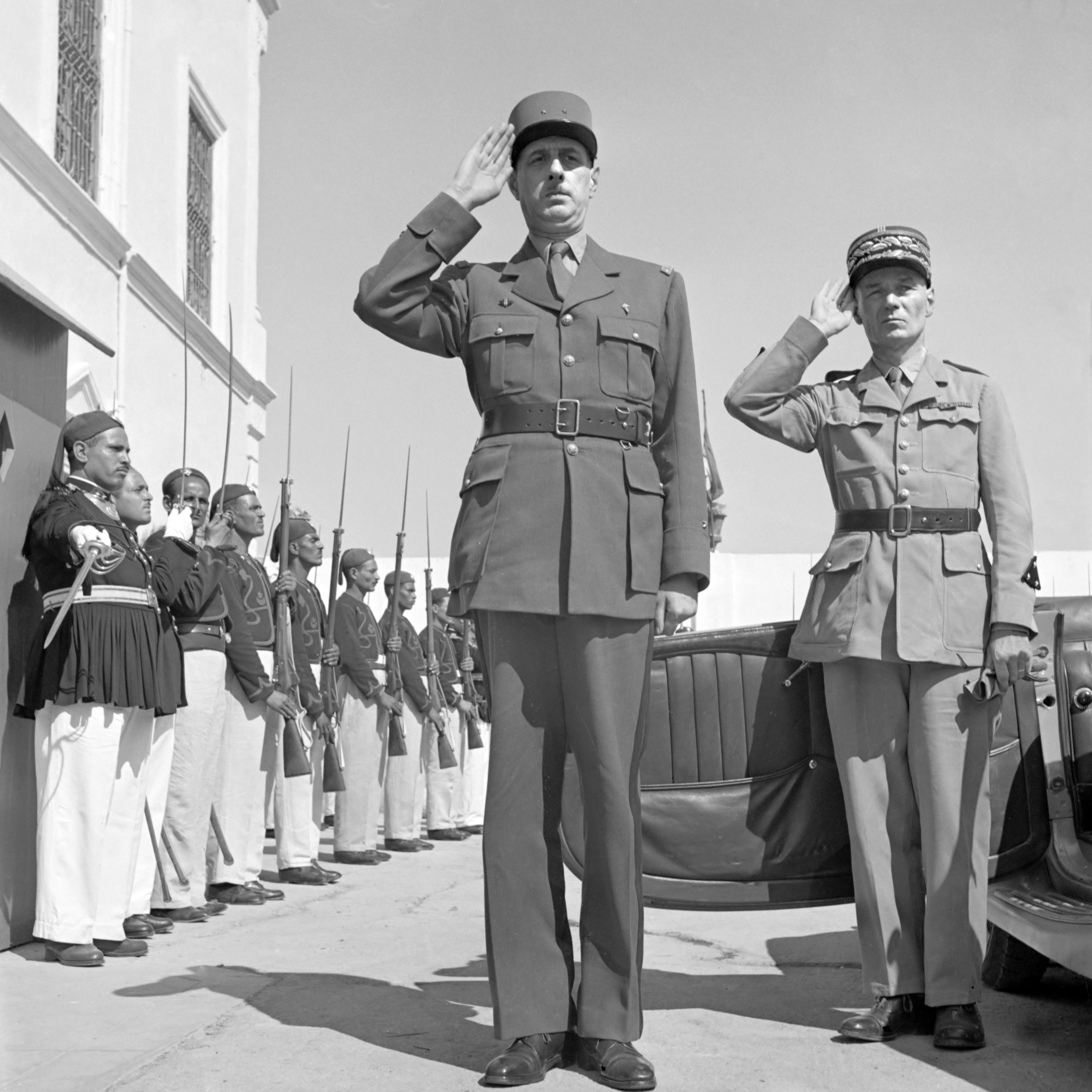
Де Голль (в центре) в Тунисе, 1 июня 1943 г.

В период освобождения Северной Африки решался вопрос о формировании новой администрации освобожденных из-под контроля вишистов Марокко, Алжира и Туниса, на территории которых находились и крупные контингенты регулярной французской армии. Но закрепиться в Алжире «Сражающаяся Франция» не смогла. Её представитель был выслан оттуда назначенным американцами верховным комиссаром Северной Африки адмиралом Франсуа Дарланом, ранее сотрудничавшим с вишистским режимом. Союзники прочили на место руководителя администрации колоний генерала Анри Жиро, совершившего побег из немецкого плена и участвовавшего в операции американских войск в Алжире. Жиро сохранял неплохие отношения с Петеном и рассматривался в качестве фигуры, способной обеспечить примирение коллаборационистов и патриотов из движения Сопротивления. Это могло обеспечить союзникам беспрепятственную высадку на территории самой Франции.
24 декабря 1942 года Франсуа Дарлан был убит французским монархистом Фернан Бонье де Ла Шапелем. Противоборство де Голля и Жиро завершилось компромиссом 3 июня 1943 года, когда в Алжире был учрежден Французский комитет национального освобождения (ФКНО) под совместным председательством обоих генералов. Жиро стал главнокомандующим французских сил в Северной Африке, де Голль — на остальных территориях французской империи.

### Корсика и Италия
В сентябре — октябре 1943 года «Свободные французские силы» при содействии корсиканских партизан и итальянской армии провели операцию по освобождению Корсики от немецких войск, получившую название «Везувий».
В декабре 1943 года в составе союзных сил Французский экспедиционный корпус под командованием генерала Жуэна высадился в Италии.

### Освобождение Франции

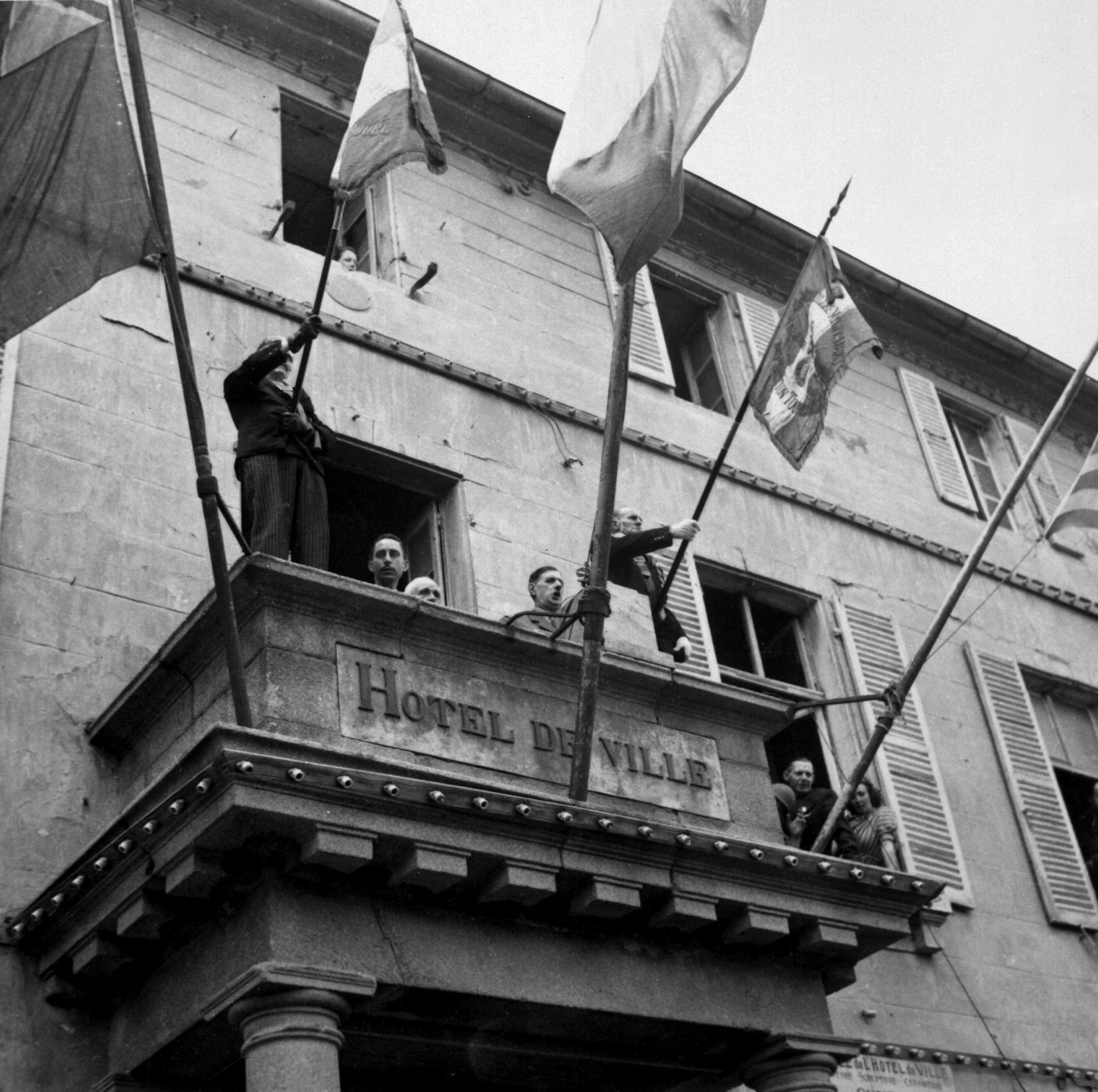
Шарль Де Голль в освобождённом Шербуре, 20 августа 1944 года

6 июня 1944 года американские, британские и канадские войска высадились в Нормандии. С 31 июля 1944 года в Нормандии начала высаживаться 2-я французская бронетанковая дивизия под командованием генерала Леклерка.
25 августа 1944 года американские войска и французская дивизия Леклерка вошли в Париж и освободили его от немецких войск вместе с отрядами французского Сопротивления.
3 июня 1944 года в Алжире было создано Временное правительство во главе с Ш. де Голлем, которое после освобождения Парижа перебралось в него.

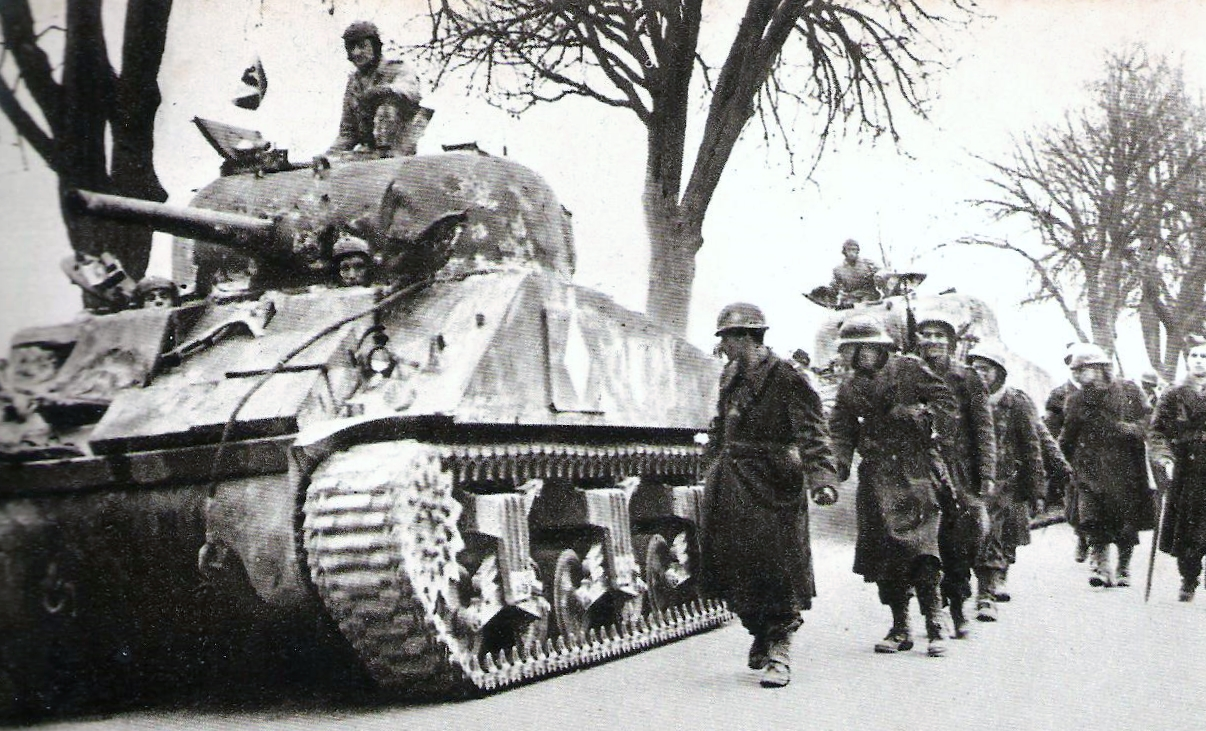
Французские войска в Кольмаре, февраль 1945 года

Самая крупная французская группировка — «Армия Б» (переименованная 25 сентября 1944 года в 1-ю французскую армию) — была подготовлена для высадки в Южной Франции, которая была осуществлена 15 августа 1944 года совместно с 7-й американской армией.
В дальнейшем 1-я французская армия сражалась на юго-западе Германии, конец войны она встретила в Тироле.
В декабре 1944 года, после освобождения Эльзаса и Лотарингии, территория Франции была в основном очищена от немецких войск. Под контролем Германии вплоть до конца Второй мировой войны оставалось около 1 % территории страны (Брест, Ла-Рошель, Лорьян, Сен-Назер, Дюнкерк).

## Последствия
Франции выделили зону оккупации Германии и дали место постоянного члена Совета Безопасности ООН.
Во Франции за коллаборационизм были осуждены 39,9 тыс. человек, был вынесен 2071 смертный приговор (1303 человека получили замену смертной казни разными сроками тюремного заключения, а 768 смертных приговоров были приведены в исполнение).